# Ritratto di Pablo de Valladolid
Pablo de Valladolid o Il comico è un dipinto a olio su tela (209x123 cm) realizzato tra il 1632 ed il 1633 da Diego Velázquez.
È conservato nel Museo del Prado.